# Щербинино (Костромская область)
Щербинино — деревня в Ореховском сельском поселении Галичского района Костромской области России.

## География
Деревня расположена у речки Поймина.

## История
Согласно Спискам населённых мест Российской империи в 1872 году деревня относилась к 1 стану Галичского уезда Костромской губернии. В ней числилось 18 дворов, проживало 52 мужчины и 64 женщины.
Согласно переписи населения 1897 года в деревне Щербино проживало 157 человек (73 мужчины и 84 женщины).
Согласно Списку населённых мест Костромской губернии в 1907 году деревня Щербино относилась к Котельской волости Галичского уезда Костромской губернии. По сведениям волостного правления за 1907 год в ней числилось 33 крестьянских двора и 198 жителей. Основными занятиями жителей деревни, помимо земледелия, был плотницкий и малярный промыслы, извоз.
До муниципальной реформы 2010 года деревня также входила в состав Ореховского сельского поселения.